# Nathaniel Moore
Nathaniel Ford Moore, detto Nat (Chicago, 31 gennaio 1884 – Chicago, 9 gennaio 1910), è stato un golfista statunitense.

## Carriera
Moore partecipò ai Giochi olimpici di Saint Louis 1904, dove vinse una medaglia d'oro nel torneo a squadre. Nella stessa Olimpiade, prese parte al torneo individuale, in cui fu sconfitto agli ottavi di finale da Chandler Egan.

## Palmarès
In carriera ha conseguito i seguenti risultati:
- Giochi olimpici

St. Louis 1904: una medaglia d'oro nel torneo a squadre.